# 森井巧
森井巧（もりい たくみ、1983年2月1日 - ）は、KADOKAWAのMリーグ運営室室長であり、MリーグのKADOKAWAサクラナイツの監督を務める人物。富士見ドラゴンブック、富士見ファンタジア文庫、ドラゴンマガジン、角川スニーカー文庫編集部の統括編集長のほか、テレビアニメ作品のプロデューサーなども担当している。

## 関連作品
2012年
- 「これはゾンビですか? オブ・ザ・デッド」プロデューサー

2014年
- 「甘城ブリリアントパーク」制作進行補佐

2017年
- 「冴えない彼女の育てかた♭」プロデューサー
- 「ゲーマーズ!」企画協力

2018年
- 「通常攻撃が全体攻撃で二回攻撃のお母さんは好きですか」プロデューサー
- 「フルメタル・パニック! Invisible Victory」作品協力
- 「俺が好きなのは妹だけど妹じゃない」制作協力
- 「グランクレスト戦記」チーフプロデューサー
- 「デスマーチからはじまる異世界狂想曲」原作協力

2019年
- 「慎重勇者 ～この勇者が俺TUEEEくせに慎重すぎる～」プロデューサー
- 「冴えない彼女の育てかた Fine」制作

2020年
- 「痛いのは嫌なので防御力に極振りしたいと思います。」プロデューサー
- 「キミと僕の最後の戦場、あるいは世界が始まる聖戦」プロデューサー
- 「通常攻撃が全体攻撃で二回攻撃のお母さんは好きですか　OVA」プロデューサー

2021年
- 「ひげを剃る。そして女子高生を拾う。」チーフプロデューサー
- 「無職転生 〜異世界行ったら本気だす〜」プロデューサー
- 「映画大好きポンポさん」プロデューサー

## KADOKAWAサクラナイツの監督として
森井氏が麻雀を打つようになったのは、富士見書房の社長に誘われたのがきっかけ。そこから徐々に魅力にハマり、プロ麻雀リーグのMリーグは初年度である2018年から注目し、渋谷ABEMASのサポーターになる。2018年のシーズン最終節（3月31日）ではパブリックビューイングに足を運び、藤田晋チェアマンと出会う。当初はチームではなく、パンフレットや出版関係で協力できないかと考えていた森井だが、渋谷ABEMASの監督も兼業していた藤田氏は名刺交換の際に「チームを持ちませんか」と森井氏をMリーグ参入を誘う。本人は、驚きは隠せなかったが、面白いと感じた森井監督。社内で急遽企画書を作り、2か月弱（2019年シーズン直前2週間前）でチーム発足が確定。「KADOKAWAサクラナイツ」が誕生した。メンバーはドラフト1位から、日本プロ麻雀連盟の内川幸太郎、岡田紗佳、沢崎誠を獲得し、レギュラーシーズンは4位、セミファイナル1位、ファイナル4位の結果となった。
翌年2020年シーズンの開幕前に全8チームの監督が出演する前哨戦が行われた。森井は予選A卓になり、KONAMI麻雀格闘倶楽部の石田マネージャー、TEAM RAIDEN/雷電の高柳監督、EX風林火山の藤沢マネージャー（現監督）と対戦を行った。途中で見せた相手の和了牌の見事な回避の打ち回しは、Mリーグ公式解説の土田浩翔からも絶賛される内容だった。また、ドラフトでは、日本プロ麻雀協会の堀慎吾を獲得し、さらなる強化を図った。
2020年シーズンの結果は、レギュラーシーズン、セミファイナル、ファイナルともに2位で、優勝を逃した。
前年優勝を逃した3シーズン目、優勝を目標に開幕。レギュラーシーズンはPirates、ABEMAS、麻雀格闘倶楽部、風林火山、フェニックス、サクラナイツの6チームの混戦状態。ギリギリの6位通過。セミファイナルでは、レギュラーシーズンでなかなか思うような結果が出なかった岡田が調子を戻し見事1位通過。しかし、2022年4月3日沢崎の原発性骨髄線維症の治療のためファイナルシリーズは、3人での戦いとなった。沢崎が不在の中始まったファイナルシリーズ、最終戦まで混戦となり、12戦目を任された堀は道中4位になるも跳満和了により起死回生の2位。3人の5連対（3トップ）により念願の初優勝を飾った。